# Postamt Eberswalde

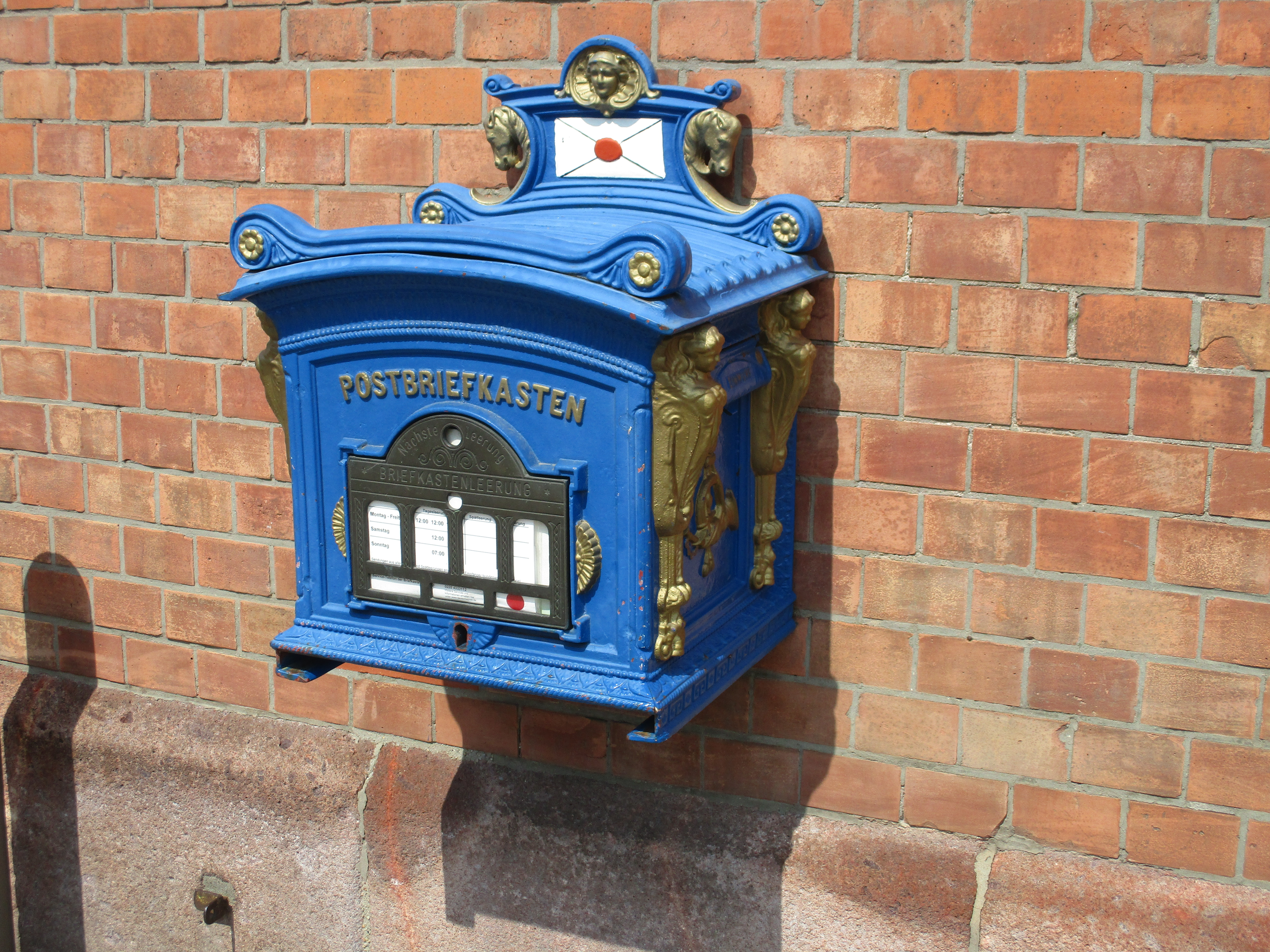
Alter Postbriefkasten

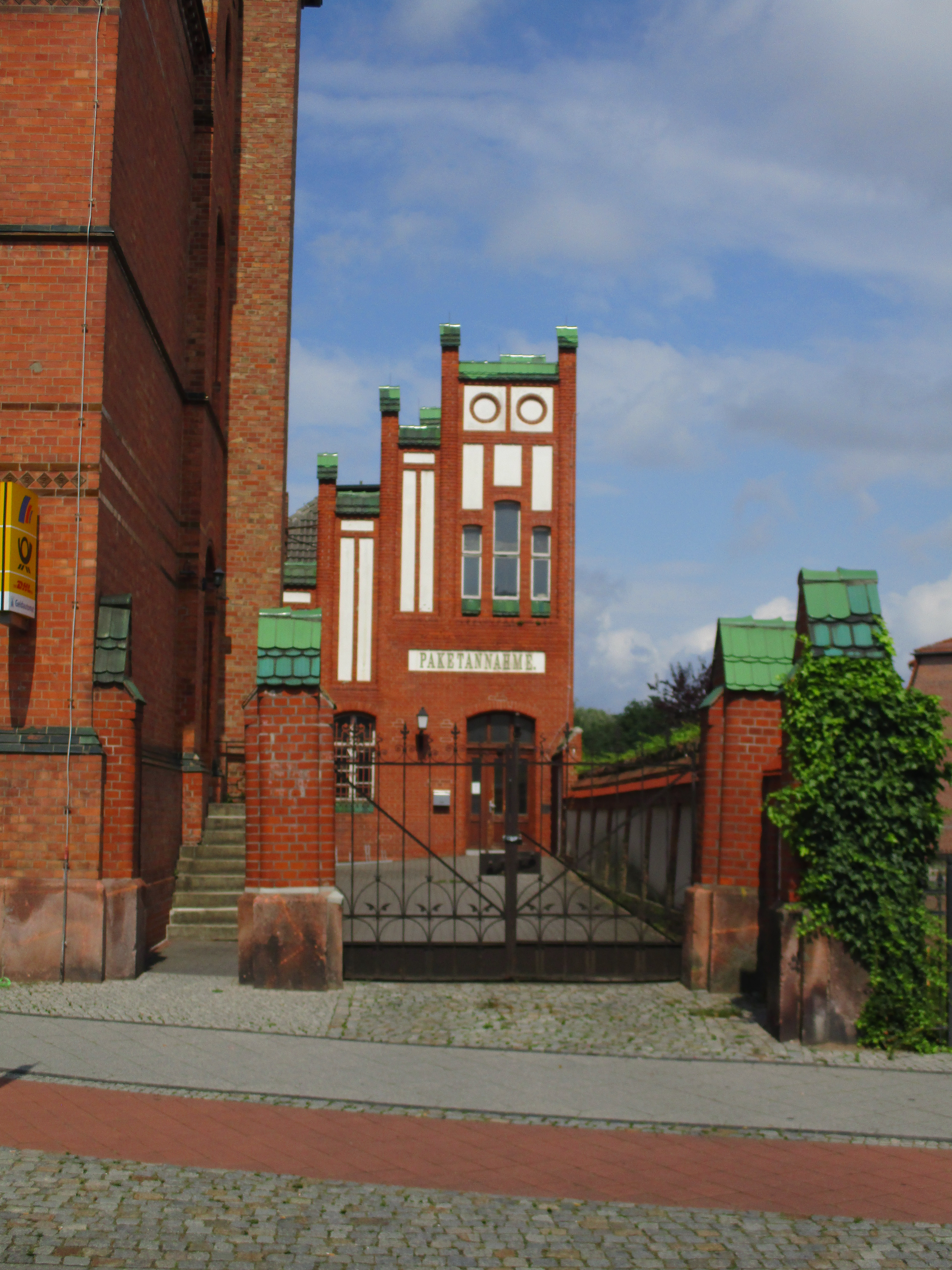
Ehemalige Paketannahme

Das Postamt ist ein denkmalgeschütztes preußisches Postamt an der Eisenbahnstraße in der Innenstadt von Eberswalde, der Kreisstadt des Landkreises Barnim im Nordosten des Landes Brandenburg. Der Bau erfolgte 1891 nach einem Entwurf aus der Bauverwaltung im Reichspostamt Berlin.

## Geschichte
Bis zur Mitte des 19. Jahrhunderts war beidseitig der heutigen Eisenbahnstraße noch Wald und Ackerland. Im Mittelalter führte hier die Wegverbindung nach Liebenwalde. Der 1842 angelegte Bahnhof wurde durch die Berlin-Stettiner Eisenbahn-Gesellschaft über die sogenannte Eisenbahn-Chaussee mit der Altstadt verbunden. Seit den 1860er Jahren begann die Erschließung des Gebietes beiderseits der Straße zum Bahnhof mit mehrgeschossigen Wohn- und Geschäftshäusern sowie einigen öffentlichen Gebäuden wie Postamt und Schule.

## Gebäude
In den Jahren 1890 bis 1892 entstand auf der Grundlage der Entwürfe von Postbaurat Alfred Waltz (1854–1906) das facettenreiche Klinkergebäude mit symmetrischer Giebelfassade und mittigem Eingangsportal.
Das Postamt, bestehend aus Hauptgebäude, zwei Nebengebäuden und Paketannahme sowie der Trennmauer zum östlich anschließenden Grundstück und dem Hofzugang an der Eisenbahnstraße mit schmiedeeisernem Portal ist als denkmalgeschütztes Gebäudeensemble in der Denkmalliste des Landes Brandenburg seit 1997 enthalten.
Bis Januar 2025 wurde das Gebäude in der Eisenbahnstraße 101 durch die Deutsche Post AG und die Postbank genutzt. In den oberen Etagen befinden sich in alten Büroräumen Wohnungen. Das Dachgeschoss wurde dazu bereits 2018 um einige Wohnungen erweitert. 
Das Alte Post Café / Events / Co-Working-Space ist die ehemalige Paketannahmestelle im rechten Seitenflügel auf der Hofseite.
Der großzügige Innenbereich wartet mit alten Postfächern und Briefkästen auf und ist mit einer Mischung aus DDR-Charme und Landhausstil eingerichtet. Draußen laden Sonnenterrasse und Innenhof zum Verweilen ein. Leider wurde das Alte Post Café im Jahr 2022 geschlossen. 